# Список жінок — Героїв Радянського Союзу
У цьому списку в алфавітному порядку представлені всі жінки — Герої Радянського Союзу (всього 95 осіб, із них одна — Савицька Світлана Євгенівна — удостоєна звання двічі). Список містить дати Указів Президії Верховної Ради СРСР про присвоєння звання, інформацію про рід військ, посаду та військове звання Героїв на дату подання до присвоєння звання Героя Радянського Союзу, роки їх життя.
- Сірим кольором в таблиці виділені Герої, удостоєні звання посмертно.
- Зеленим кольором в таблиці виділені Герої, які нині живі.

| № п/п | Прізвище Ім'я По батькові               | Дата Указу            | Рід військ                            | Посада | Звання                     | Дати життя              | Кр_БС ГС НЛ                    |
| ----- | --------------------------------------- | --------------------- | ------------------------------------- | --- | -------------------------- | ----------------------- | ------------------------------ |
| 1     | Аронова Раїса Єрмолаївна                | 15.05.1946            | Авіація                               | старший льотчик 46-го гвардійського нічного бомбардувального авіаційного полку 325-ї нічної бомбардувальної авіаційної дивізії 4-ї повітряної армії 2-го Білоруського фронту                                                             | гвардії лейтенант          | 10.02.1920 — 20.12.1982 | [ БС1 1 ] [ ГС 1 ] [ НЛ 1 ]    |
| 2     | Байда Марія Карпівна                    | 20.06.1942            | Піхота                                | санінструктор 2-го батальйону 514-го стрілкового полку 172-й стрілкової дивізії Приморської армії Північно-Кавказького фронту | старший сержант            | 01.02.1922 — 30.08.2002 | —                              |
| 3     | Барамзіна Тетяна Миколаївна             | 24.03.1945            | Піхота                                | телефоністка батальйону 252-го стрілецького полку 70-ї стрілецької дивізії 33-ї армії 3-го Білоруського фронту | єфрейтор                   | 19.12.1919 — 05.07.1944 | [ БС1 3 ] [ ГС 3 ] [ НЛ 2 ]    |
| 4     | Батракова (Демидова) Марія Степанівна   | 19.03.1944            | Піхота                                | комсорг батальйона 463-го стрілецького полку 118-й стрілецької дивізії 28-ї армії Південного фронту | молодший лейтенант         | 21.11.1922 — 16.06.1997 | [ БС1 4 ] [ ГС 4 ] [ НЛ 3 ]    |
| 5     | Білик Віра Лук'янівна                   | 23.02.1945            | Авіація                               | штурман ланки 46-го гвардійського нічного бомбардувального авіаційного полку 325-й ночной бомбардировочной авиационной дивизии 4-ї повітряної армії 2-го Білоруського фронту                                                             | гвардії лейтенант          | 12.06.1921 — 25.08.1944 | [ БС1 5 ] [ ГС 5 ] [ НЛ 4 ]    |
| 6     | Бисеньєк Анастасія Олександрівна        | 08.05.1965            | Партизани та підпільники              | керівник Дновської підпільної організації | —                          | 1899 — 13.10.1943       | —                              |
| 7     | Боровиченко Марія Сергіївна             | 06.05.1965            | Медична служба                        | санінструктор 32-го гвардійського артилерійного полку 13-й гвардійної стрілецької дивізії 5-ї гвардійської армії Воронезького фронту | гвардії сержант            | 21.10.1925 — 14.07.1943 | —                              |
| 8     | Волкова Надія Терентіївна               | 08.05.1965            | Партизани та підпільники              | звязний секретаря Харківського підпільного обкома комсомола УРСР | —                          | 24.06.1920 — 26.11.1942 | —                              |
| 9     | Гашева Руфіна Сергіївна                 | 23.02.1945            | Авіація                               | штурман ескадрильї 46-го гвардійського нічного бомбардувального авіаційного полку 325-ї нічної бомбардирувальної авіаційної дивізії 4-ї повітряної армії 2-го Білоруського фронту                                                        | гвардії старший лейтенант  | 14.10.1921 — 01.05.2012 | [ БС1 9 ] [ ГС 9 ] [ НЛ 5 ]    |
| 10    | Гельман Поліна Володимирівна            | 15.05.1946            | Авіація                               | керівник зв'язку ескадрильї 46-го гвардійського нічного бомбардувального авіаційного полку 325-ї нічної бомбардирувальної авіаційної дивізії 4-ї повітряної армії 2-го Білоруського фронту                                               | гвардії старший лейтенант  | 24.10.1919 — 29.11.2005 | [ БС1 10 ] [ ГС 10 ] [ НЛ 6 ]  |
| 11    | Гнаровська Валерія Йосипівна            | 03.06.1944            | Медична служба                        | санінструктор 907-го стрілецького полку 244-ї стрілецької дивізії 12-ї армії Південно-Західного фронту | червоноармієць             | 18.10.1923 — 23.09.1943 | [ БС1 11 ] [ ГС 11 ] [ НЛ 7 ]  |
| 12    | Гнилицька Ніна Тимофіївна               | 31.03.1943            | Піхота                                | розвідник 465-ї окремої розвідувальної роти 383-ї стрілецької дивізії 18-ї армії Піденного фронту | червоноармієць             | 01.08.1916 — 10.12.1941 | [ БС1 12 ] [ ГС 12 ] [ НЛ 8 ]  |
| 13    | Гризодубова Валентина Степанівна        | 02.11.1938            | Авіація                               | командир екіпажу літака АНТ-37 «Родина». 06.01.1986 удостоєна звання Герой Соціалістичної Праці. | —                          | 27.04.1909 — 28.04.1993 | —                              |
| 14    | Громова Уляна Матвіївна                 | 13.09.1943            | Партизани та підпільники              | член штабу Краснодонської підпільної комсомольської організації «Молода гвардія» | —                          | 03.01.1924 — 16.01.1943 | —                              |
| 15    | Джунковська (Маркова) Галина Іванівна   | 18.08.1945            | Авіація                               | штурман ескадрильї 125-го гвардійського бомбардувального авіаційного полку 4-ї гвардійської бомбардувальної авіаційної дивізії 5-го гвардійського бомбардувального авіаційного корпусу 3-ї повітряної армії 1-го Прибалтійського фронту  | гвардії старший лейтенант  | 06.10.1922 — 12.09.1985 | [ БС1 15 ] [ ГС 15 ] [ НЛ 9 ]  |
| 16    | Доліна Марія Іванівна                   | 18.08.1945            | Авіація                               | замісник командира ескадрильї 125-го гвардійського бомбардувального авіаційного полку 4-ї гвардійської бомбардувальної авіаційної дивізії 3-ї повітряної армії 1-го Прибалтійського фронту                                               | гвардії капітан            | 18.12.1922 — 03.03.2010 | [ БС1 16 ] [ ГС 16 ] [ НЛ 10 ] |
| 17    | Дяченко Дарія Григорівна                | 01.07.1958            | Партизани та підпільники              | член Кримської підпільної комсомольської організації «Партизанська іскра», керівник підпільних молодіжних груп на окупованій території Миколаївської області                                                                             | —                          | 02.04.1924 — 02.04.1944 | —                              |
| 18    | Жигуленко Євгенія Андріївна             | 23.02.1945            | Авіація                               | командир ланки 46-го гвардійського нічного бомбардувального авіаційного полку 325-ї нічної бомбардувальної авіаційної дивізії 4-ї повітряної армії 2-го Білоруського фронту                                                              | гвардії лейтенант          | 01.12.1920 — 02.03.1994 | [ БС1 18 ] [ ГС 18 ] [ НЛ 11 ] |
| 19    | Зеленко Катерина Іванівна               | 05.05.1990            | Авіація                               | замісник командира 5-ї ескадрильї 135-го бомбардувального авіаційного полку 16-ї змішаної авіаційної дивізії Військово-повітряних сил 6-ї армії Південно-Західного фронту                                                                | старший лейтенант          | 14.09.1916 — 12.09.1941 | —                              |
| 20    | Зенькова Єфросінія Савелівна            | 01.07.1958            | Партизани та підпільники              | секретар Обольської підпільної комсомольської організації «Юні месники» | —                          | 22.12.1923 — 19.04.1984 | —                              |
| 21    | Зубкова Антонина Леонтівна              | 18.08.1945            | Авіація                               | штурман ескадрильї 125-го гвардійського бомбардувального авіаційного полку 4-ї гвардійської бомбардувальної авіаційної дивізії 5-го гвардійського бомбардувального авіаційного корпусу 3-ї повітряної армії 1-го Прибалтійського фронту  | гвардії старший лейтенант  | 12.10.1920 — 13.11.1950 | [ БС1 20 ] [ ГС 21 ] [ НЛ 12 ] |
| 22    | Кащеєва Віра Сергіївна                  | 22.02.1944            | Медична служба                        | санінструктор батальйону 120-го гвардійського стрілецького полку 39-ї гвардійської стрілецької дивізії 8-ї гвардійської армії 3-го Українського фронту                                                                                   | гвардії старший сержант    | 15.09.1922 — 20.05.1975 | — —                            |
| 23    | Кшивонь Анеля Тадеушівна                | 11.11.1943            | Піхота                                | стрілок 2-ї роти 1-го окремого жіночого батальйону імені Емілії Плятер 1-ї польської піхотної дивізії імені Тадеуша Костюшко Війська Польського                                                                                          | рядовий Війська Польського | 27.05.1925 — 12.10.1943 | — —                            |
| 24    | Кисляк Марія Тимофіївна                 | 08.05.1965            | Партизани та підпільники              | керівник Харківської підпільної комсомольської організації | —                          | 06.03.1925 — 18.06.1943 | — —                            |
| 25    | Ковшова Наталія Венедиктівна            | 14.02.1943            | Піхота                                | снайпер 528-го стрілецького полку 130-ї стрілецької дивізії 1-ї ударної армії Північно-Західного фронту | червоноармієць             | 26.11.1920 — 14.08.1942 | — —                            |
| 26    | Колесова Олена Федорівна                | 21.11.1944            | Партизани та підпільники              | командир диверсійної групи партизанського загону особливого призначення (військова частина № 9903) штабу Західного фронту | молодший сержант           | 01.08.1920 — 11.09.1942 | — —                            |
| 27    | Констянтинова Ксенія Семенівна          | 04.06.1944            | Медична служба                        | санінструктор батальйону 730-го стрілецького полку 204-ї стрілецької дивізії 43-ї армії Калінінського фронту | старшина медичної служби   | 18.04.1925 — 01.10.1943 | — —                            |
| 28    | Константінова Тамара Федорівна          | 29.06.1945            | Авіація                               | штурман ескадрильї 566-го штурмового авіаційного полку 277-ї штурмової авіаційної дивізії 1-ї повітряної армії | лейтенант                  | 07.11.1919 — 28.07.1999 | — —                            |
| 29    | Космодем'янська Зоя Анатоліївна         | 16.02.1942            | Партизани та підпільники              | боєць партизанського загону особливого призначення (військова частина № 9903) штабу Західного фронту | червоноармієць             | 08.09.1923 — 29.11.1941 | — —                            |
| 30    | Костиріна Тетяна Гнатівна               | 16.05.1944            | Піхота                                | снайпер 691-го стрілецького полку 383-ї стрілецької дивізії Приморської армії | молодший сержант           | 1924 — 22.11.1943       | — —                            |
| 31    | Кравець Людмила Степанівна              | 31.05.1945            | Медична служба                        | санінструктор 63-го гвардійського стрілецького полку 23-я стрілецької дивізії 3-ї ударної армії 1-го Білоруського фронту | гвардії старший сержант    | 07.02.1923 — 23.05.2015 | — —                            |
| 32    | Леен Кульман                            | 08.05.1965            | Партизани та підпільники              | розвідник штабу Балтійського флоту | молодший політрук          | 31.01.1920 — 06.03.1943 | — —                            |
| 33    | Левченко Ірина Миколаївна               | 06.05.1965            | Медична служба · Бронетанкові війська | санінструктор роти 744-го стрілецького полку 149-ї стрідецької дивізії 61-ї армії Брянсього фронту, офіцер зв'язку 41-ї гвардійської танкової бригади 7-го механізованого корпусу 2-го та 3-го Українського фронтів                      | гвардії підполковник       | 15.03.1924 — 18.01.1973 | — —                            |
| 34    | Лисицина Анна Михайлівна                | 25.09.1943            | Партизани та підпільники              | зв'язковий ЦК КП КФРСР | —                          | 14.02.1922 — 03.08.1942 | — —                            |
| 35    | Литвинова (Розанова) Лариса Миколаївна  | 23.02.1948            | Авіація                               | штурман 46-го гвардійського нічного бомбардувального авіаційного полку 325-ї нічної бомбардувальгої авіаційної дивізії 4-ї повітряної армії 2-го Білоруського фронту                                                                     | гвардії капітан            | 06.12.1918 — 05.10.1997 | — —                            |
| 36    | Літвяк Лідія Володимирівна              | 05.05.1990            | Авіація                               | командир ланки 73-го гвардійського винищувального авіаційного полку 6-ї гвардійської винищувальної авіаційної дивізії 8-ї повітряної армії Піденного фронту                                                                              | гвардії молодший лейтенант | 18.08.1921 — 01.08.1943 | — —                            |
| 37    | Мазаник Олена Григорівна                | 29.10.1943            | Партизани та підпільники              | безпосередній виконавець знищення Генераального округу Білорутеенії Вільгельма Кубе | —                          | 04.04.1914 — 07.04.1996 | — —                            |
| 38    | Макарова Тетяна Петрівна                | 23.02.1945            | Авіація                               | командир ланки 46-го гвардійського нічного бомбардувального авіаційного полку 325-ї нічної бомбардувальної авіаційної дивізії 4-ї повітряної армії 2-го Білоруського фронту                                                              | гвардії лейтенант          | 25.09.1920 — 25.08.1944 | — —                            |
| 39    | Маметова Маншук Жієнгаліївна            | 01.03.1944            | Піхота                                | кулеметчиця 100-ї стрілецької бригади 3-ї ударної армії Калінінського фронту | гвардії старший сержант    | 23.10.1922 — 15.10.1943 | — —                            |
| 40    | Маресева Зїнаїда Іванівна               | 22.02.1944            | Медична служба                        | санінструктор санітарного взводу 1-го батальйону 214-го гвардійського стрілкового полку 73-ї гвардійської стрілецької дивізії 7-ї гвардійської армії Степового фронту                                                                    | гвардії старший сержант    | 20.06.1923 — 06.08.1943 | — —                            |
| 41    | Мариненко Тетяна Савеліївна             | 06.05.1965            | Партизани та підпільники              | розвідник і зв'язковий партизанської бригади «Невловимі» НКВС СРСР | —                          | 25.01.1920 — 02.08.1942 | — —                            |
| 42    | Масловська Ганна Іванівна               | 15.08.1944            | Партизани та підпільники              | помічник комісара партизанського загону імені О. Я. Пархоменка партизанської бригади імені К. Є. Ворошилова | —                          | 06.01.1920 — 11.11.1980 | — —                            |
| 43    | Меклін Наталія Федорівна                | 23.02.1945            | Авіація                               | старший льотчик 46-го гвардійського нічного бомбардувального авіаційного полку 325-ї нічної бомбардувальної авіаційної дивізії 4-ї повітряної армії 2-го Білоруського фронту                                                             | гвардії лейтенант          | 08.09.1922 — 05.06.2005 | — —                            |
| 44    | Мелентьєва Марія Володимирівна          | 25.09.1943            | Партизани та підпільники              | зв'язковий ЦК КП та інструктор ЦК КФРСР | —                          | 24.01.1924 — 02.07.1943 | — —                            |
| 45    | Мельникайте Марія Іозівна               | 22.03.1944            | Партизани та підпільники              | секретар Зарасайського підпільного повітового комітету комсомолу ЛРСР | —                          | 18.03.1923 — 13.07.1943 | — —                            |
| 46    | Дьоміна Катерина Ілларіонівна           | 05.05.1990            | Медична служба                        | санінструктор 369-го окремого батальйону морської піхоти, старший санінструктор зведеної роти Берегового загону супроводу Дунайської військової флотилії                                                                                 | головний старшина          | 22.12.1925 — 24.06.2019 | — —                            |
| 47    | Молдагулова Алія Нурмухамбетівна        | 04.06.1944            | Піхота                                | снайпер 54-ї стрілецької бригади 22-ї гвардійської армії 2-го Прибалтийского фронту | ефрейтор                   | 25.10.1925 — 14.01.1944 | — —                            |
| 48    | Морозова Ганна Опанасівна               | 08.05.1965            | Партизани та підпільники              | керівник Сєщанської інтернаціональної підпільної організації, радист диверсійно-розвідувальної групи «Джек» розвідувального відділу штабу 10-ї армії                                                                                     | —                          | 23.05.1921 — 31.12.1944 | — —                            |
| 49    | Назарова Клавдія Іванівна               | 20.08.1945            | Партизани та підпільники              | керівник Островської підпільної комсомольської організації | —                          | 01.10.1920 — 12.12.1942 | — —                            |
| 50    | Нікандрова Анна Олексіївна              | 24.03.1945            | Піхота                                | комсорг 426-го стрілецького полку 88-ї стрілецької дивізії 31-ї армії 3-го Білоруського фронту | старший лейтенант          | 13.10.1921 — 23.06.1944 | — —                            |
| 51    | Нікуліна Євдокія Андріївна              | 26.10.1944            | Авіація                               | командир ескадрильї 46-го гвардійського нічного бомбардувального авіаційного полку 325-ї нічної бомбардувадбної авіаційної дивізії 4-ї повітряної армії 2-го Білоруського фронту                                                         | гвардії майор              | 08.11.1917 — 23.03.1993 | — —                            |
| 52    | Носаль Євдокія Іванівна                 | 24.05.1943            | Авіація                               | замісник командира ескадрильї 46-го гвардійського нічного бомбардувального авіаційного полку 218-ї нічної бомбардувальної авіаційної дивізії 4-ї повітряної армії Північно-Кавказького фронту                                            | гвардії молодший лейтенант | 13.03.1918 — 23.04.1943 | — —                            |
| 53    | Октябрьська Марія Василівна             | 02.08.1944            | Бронетанкові війська                  | механік-водій танку «Боевая подруга» 2-го батальйону 26-ї гвардійської танкової бригади 2-го гвардійського танкового корпусу Західного фронту                                                                                            | гвардії сержант            | 16.08.1905 — 15.03.1944 | — —                            |
| 54    | Онілова Ніна Андріївна                  | 14.05.1965            | Піхота                                | командир кулеметного розрахунку 54-го стрілецького полку 25-ї Чапаєвської дивізії Приморської армії | старший сержант            | 10.04.1921 — 08.03.1942 | — —                            |
| 55    | Осипенко Поліна Денисівна               | 02.11.1938            | Авіація                               | другий пілот літака АНТ-37 «Родина» | капітан                    | 8.10.1907 — 11.05.1939  | — —                            |
| 56    | Осипова Марія Борисівна                 | 29.10.1943            | Партизани та підпільники              | керівник Мінської територіальної підпільної організації, організатор знищення генеральної округи Білорусі Вільгельма Кубе | —                          | 27.12.1908 — 05.02.1999 | — —                            |
| 57    | Павліченко Людмила Михайлівна           | 25.10.1943            | Піхота                                | снайпер 54-го стрілецького полку 25-ї Чапаєвської дивізії Приморської армії | лейтенант                  | 12.07.1916 — 10.10.1974 | — —                            |
| 58    | Парфенова (Акимова) Зоя Іванівна        | 18.08.1945            | Авіація                               | замісник командира ескадрильиї 46-го гвардійського нічного бомбардувального авіаційного полку 325-ї нічної бомбардувальної авіаційної дивізії 4-ї повітряної армії 2-го Білоруського фронту                                              | гвардії старший лейтенант  | 21.06.1920 — 07.04.1993 | — —                            |
| 59    | Пасько Євдокія Борисівна                | 26.10.1944            | Авіація                               | штурман ескадрильї 46-го гвардійського нічного бомбардувального авіаційного полку 325-ї нічної бомбардувальної авіаційної дивізії 4-ї повітряної армії 2-го Білоруського фронту                                                          | гвардії старший лейтенант  | 20.12.1919 — 27.01.2017 | — —                            |
| 60    | Петрова Антонина Васильевна             | 08.04.1942            | Партизани та підпільники              | розвідник 2-го Лузького партизанського отряду | —                          | 14.03.1915 — 04.11.1941 | — —                            |
| 61    | Петрова Галина Константиновна           | 17.11.1943            | Медична служба                        | санінструктор 386-го окремого батальйону морської піхоти Новоросійської воєнно-морської бази Черноморського флоту | главный старшина           | 09.09.1920 — 08.12.1943 | — —                            |
| 62    | Поливанова Марія Семенівна              | 14.02.1943            | Піхота                                | снайпер 528-го стрілецького полку 130-ї стрілецької дивізії 1-ї ударної армії Північно-Західного фронту | червоноармієць             | 24.10.1922 — 14.08.1942 | — —                            |
| 63    | Попова Анастасія (Надія) Василівна      | 23.02.1945            | Авіація                               | замісник командира ескадрильї 46-го гвардійського нічного бомбардувального авіаційного полку 325-ї нічної бомбардувальної авіаційної дивізії 4-ї повітряної армії 2-го Білоруського фронту                                               | гвардії капітан            | 27.12.1921 — 08.07.2013 | — —                            |
| 64    | Портнова Зинаида Мартыновна             | 01.07.1958            | Партизани та підпільники              | член Обольської підпільної комсомольської організації «Юні месники», розвідник партизанського загону імені К. Є. Ворошилова | —                          | 20.02.1926 — 10.01.1944 | — —                            |
| 65    | Пушина Федора Андреевна                 | 10.01.1944            | Медична служба                        | воєнфельдшер 520-го стрілецького полку 167-ї стрілецької дивізії 38-ї армії 1-го Українського фронту | лейтенант медичної служби  | 13.11.1923 — 06.11.1943 | — —                            |
| 66    | Раскова Марина Михайлівна               | 02.11.1938            | Авіація                               | штурман літака АНТ-37 «Родина» | —                          | 28.03.1912 — 04.01.1943 | — —                            |
| 67    | Распопова Ніна Максимівна               | 15.05.1946            | Авіація                               | командир ланки 46-го гвардійського нічного бомбардувального авіаційного полку 325-ї нічної бомбардувальної авіаційної дивізії 4-ї повітряної армії 2-го Білоруського фронту                                                              | гвардії старший лейтенант  | 31.12.1913 — 02.07.2009 | — —                            |
| 68    | Ратушная Лариса Степановна              | 08.05.1965            | Партизани та підпільники              | член Вінницької підпільної організації | —                          | 09.01.1921 — 18.03.1944 | — —                            |
| 69    | Руднєва Євгенія Максимівна              | 26.10.1944            | Авіація                               | штурман ескадрильї 46-го гвардійського нічного бомбардувального авіаційного полку 325-ї нічної бомбардувальної авіаційної дивізії 4-ї повітряної армії 4-го Українського фронту                                                          | гвардії старший лейтенант  | 24.12.1920 — 09.04.1944 | — —                            |
| 70    | Рябова Катерина Василівна               | 23.02.1945            | Авіація                               | штурман ескадрильї 46-го гвардійського нічного бомбардувального авіаційного полку 325-ї нічної бомбардувальної авіаційної дивізії 4-ї повітряної армії 2-го Білоруського фронту                                                          | гвардії старший лейтенант  | 14.07.1921 — 12.09.1974 | — —                            |
| 71    | Савицька Світлана Євгенівна             | 27.08.1982 29.07.1984 | космонавт                             | космонавт-дослідник космічних кораблів«Союз Т-5», «Союз Т-7» та орбітальної станції «Салют-7», бортінженер космічного корабля «Союз Т-12» та орбітальної станції «Салют-7»                                                               | —                          | род. 08.08.1948         | — —                            |
| 72    | Самсонова Зінаїда Олександрівна         | 03.06.1944            | Медична служба                        | санінструктор 667-го стрілецького полку 218-ї стрілецької дивізії 65-ї армії Білоруського фронту | старший сержант            | 14.10.1924 — 27.01.1944 | — —                            |
| 73    | Санфірова Ольга Олександрівна           | 23.02.1945            | Авіація                               | командир ескадрильї 46-го гвардійського нічного бомбардувального авіаційного полку 325-ї нічної бомбардувальної авіаційної дивізії 4-ї повітряної армії 2-го Білоруського фронту                                                         | гвардії капітан            | 02.05.1917 — 13.12.1944 | — —                            |
| 74    | Сафронова Валентина Іванівна            | 08.05.1965            | Партизани та підпільники              | розвідник Брянського міського партизанського загону | —                          | 1918 — 01.05.1943       | — —                            |
| 75    | Себрова Ірина Федорівна                 | 23.02.1945            | Авіація                               | командир ланки 46-го гвардійського нічного бомбардувального авіаційного полку 325-ї нічної бомбардувальної авіаційної дивізії 4-ї повітряної армії 2-го Білоруського фронту                                                              | гвардії старший лейтенант  | 25.12.1914 — 05.04.2000 | — —                            |
| 76    | Смирнова Марія Василівна                | 26.10.1944            | Авіація                               | командир ескадрильї 46-го гвардійського нічного бомбардувального авіаційного полку 325-ї нічної бомбардувальної авіаційної дивізії 4-ї повітряної армії 2-го Білоруського фронту                                                         | гвардії капітан            | 31.03.1920 — 10.06.2002 | — —                            |
| 77    | Соснина Нина Ивановна                   | 08.05.1965            | Партизани та підпільники              | керівник Малинська підпільна організація | —                          | 30.11.1923 — 31.08.1943 | — —                            |
| 78    | Стемпковська Олена Констянтинівна       | 15.05.1946            | Піхота                                | радист стрілецького батальйону 216-го стрілецького полку 76-ї стрілецької дивізії 21-й армии Юго-Западного фронта | молодший сержант           | 1921 — 26.06.1942       | — —                            |
| 79    | Сиртланова Магуба Гусейнівна            | 15.05.1946            | Авіація                               | замісник командира ескадрильї 46-го гвардійського нічного бомбардувального авіаційного полку 325-ї нічної бомбардувальної авіаційної дивізії 4-ї повітряної армії 2-го Білоруського фронту                                               | гвардії старший лейтенант  | 15.07.1912 — 01.10.1971 | — —                            |
| 80    | Терешкова Валентина Володимирівна       | 22.06.1963            | космонавт                             | пілот космічного корабля «Восток-6» | капітан                    | народ. 06.03.1937       | — —                            |
| 81    | Тимофієва (Єгорова) Ганна Олександрівна | 06.05.1965            | Авіація                               | штурман 805-го штурмового авіаційного полку 197-ї штурмової авіаційної дивізії 16-ї повітряної армії 1-го Білоруського фронту | старший лейтенант          | 23.09.1916 — 29.10.2009 | — —                            |
| 82    | Троян Надія Вікторівна                  | 29.10.1943            | Партизани та підпільники              | розвідник і санінструктор партизанського загону «Буря», організатор знищення генеральної округи Білорусії Вільгельма Кубе | —                          | 24.10.1921 — 07.09.2011 | — —                            |
| 83    | Туснолобова-Марченко Зінаїда Михайлівна | 06.12.1957            | Медична служба                        | санінструктор 849-го стрілецького полку 303-ї стрілецької дивізії 60-ї армії Воронезького фронту | старшина медичної служби   | 23.11.1920 — 20.05.1980 | — —                            |
| 84    | Убийвовк Олена Констянтинівна           | 08.05.1965            | Партизани та підпільники              | керівник Полтавської підпільної комсомольської організації «Нескорена полтавчанка» | —                          | 22.11.1918 — 26.05.1942 | — —                            |
| 85    | Ульяненко Ніна Захарівна                | 18.08.1945            | Авіація                               | командир ланки 46-го гвардійського нічного бомбардувального авіаційного полку 325-ї нічної бомбардувальної авіаційної дивізії 4-ї повітряної армії 2-го Білоруського фронту                                                              | гвардії лейтенант          | 17.12.1923 — 31.08.2005 | — —                            |
| 86    | Федутенко Надія Никифорівна             | 18.08.1945            | Авіація                               | командир ескадрильї 125-го гвардійського бомбардувального авіаційного полку 4-ї гвардійської бомбардувальної авіаційної дивізії 5-й гвардійський бомбардувальний авіаційний корпус 3-ї повітряної армії 1-го Прибалтійського фронту      | гвардії майор              | 30.09.1915 — 30.01.1978 | — —                            |
| 87    | Фомічова Клавдія Яківна                 | 18.08.1945            | Авіація                               | командир ескадрильї 125-го гвардійського бомбардувального авіаційного полку 4-ї гвардійської бомбардувальної авіаційної дивізії 5-го гвардійського бомбардувального авіаційного корпусу 3-ї повітряної армії 1-го Прибалтійського фронту | гвардії капітан            | 25.12.1917 — 06.10.1958 | — —                            |
| 88    | Хоружа Віра Захарівна                   | 17.05.1960            | Партизани та підпільники              | зв'язковий партизанського загону В. З. Коржа, керівник Вітебської підпільної організації | —                          | 27.09.1903 — 11.1942    | — —                            |
| 89    | Худякова Антоніна Федорівна             | 15.05.1946            | Авіація                               | замісник командира еэскадрильї 46-го гвардійського нічного бомбардувального авіаційного полку 325-ї нічної бомбардувальної авіаційної дивізії 4-ї повітряної армії 2-го Білоруського фронту                                              | гвардії старший лейтенант  | 20.06.1917 — 17.12.1998 | — —                            |
| 90    | Цуканова Марія Микитівна                | 14.09.1945            | Медична служба                        | санінструктор 355-го окремого батальйону морської піхоти Тихоокеанського флоту | червоноармієць             | 14.09.1924 — 15.08.1945 | — —                            |
| 91    | Чайкіна Єлизавета Іванівна              | 06.03.1942            | Партизани та підпільники              | секретар Пеновського підпільного райкому комсомолу | —                          | 28.08.1918 — 23.11.1941 | — —                            |
| 92    | Чечньова Марина Павлівна                | 15.05.1946            | Авіація                               | командир ескадрильї 46-го гвардійського нічного бомбардувального авіаційного полку 325-ї нічної бомбардувальної авіаційної дивізії 4-ї повітряної армії 2-го Білоруського фронту                                                         | гвардії капітан            | 15.08.1921 — 12.01.1984 | — —                            |
| 93    | Шевцова Любов Григорівна                | 13.09.1943            | Партизани та підпільники              | член штабу Краснодонської підпільної комсомольської організації «Молода гвардія» | —                          | 08.09.1924 — 09.02.1943 | — —                            |
| 94    | Шкарлетова Марія Савеліївна             | 24.03.1945            | Медична служба                        | санінструктор 170-го гвардійського стрілецького полку 57-ї гвардійської стрілецької дивізії 8-ї гвардійської армії 1-го Білоруського фронту                                                                                              | гвардії старший сержант    | 03.02.1925 — 02.11.2003 | — —                            |
| 95    | Щербаченко Марія Захарівна              | 23.10.1943            | Медична служба                        | санінструктор роти 835-го стрілецького полку 237-ї стрілецької дивізії 40-ї армії Воронезького фронту | червоноармієць             | 14.02.1922 — 23.11.2016 | — —                            |